# يو شولونج
يو شولونج (بالصينية: 于澍龙) مواليد 19 فبراير 1990 في جيلين، هو لاعب كرة سلة صيني. بدأ مسيرته الاحترافية في عام 2008. يلعب في الرابطة الصينية لكرة السلة. يبلغ طوله 6 قدم 1 بوصة (1.9 م). حقق المركز الأول في بطولة أمم آسيا لكرة السلة 2011.

## الميداليات
| الميدالية | المسابقة                       |
| --------- | ------------------------------ |
| ذهبية     | بطولة أمم آسيا لكرة السلة 2011 |

## روابط خارجية
- يو شولونج على موقع الاتحاد الدولي لكرة السلة (الإنجليزية)
- يو شولونج على موقع كرة السلة الأوروبية.كوم (الإنجليزية)
- يو شولونج على موقع ريلجم (الإنجليزية)
- يو شولونج على موقع بروبوليرز (الإنجليزية)
- يو شولونج على موقع سبورتس رفرنس (الإنجليزية)